# Текстове от пирамидите
„Текстове от пирамидите“ е религиозен и литературен паметник, сбирка от погребални ритуали и заклинания от Древен Египет. Изписани са с йероглифи в зелен цвят върху саркофази и подземни стени в девет пирамиди от Мемфиския некропол (участък Сакара) през втората половина на 3 хилядолетие пр.н.е. Те представят древноегипетската представа за отвъдното и възкачването на божествения фараон на небето след смъртта му. Тези текстове са най-старият религиозен сборник.

## Къде са открити
Пирамидите, в които са открити, са на фараони от Старото царство – на Унас, последния фараон на Пета династия; неговите наследници от Шеста династия Тети, Пепи I, Меренре Антимсаф и Пепи II; три царици съпруги на Пепи II (Неит, Ипут и Уджебтени); и фараона от Осма династия Иби. Текстовете представляват сбор от магически заклинания, химни за богове, откъси от митове и имат за цел да осигурят на фараоните вечен живот. Пирамидата на Унас съдържа 236 заклинания, вариращи от една-две думи до няколко страници в превод. В пирамидите на наследниците на Унас са открити още 750 заклинания, с които общият им брой достига почти хиляда. Точният брой заклинания в текстовете не може да бъде точно определен, тъй като повечето от подземните стени в пирамидите на наследниците на Унас са разрушени и големи части липсват.
Копия на „Текстовете от пирамидите“ са изписвани също върху саркофази, ковчези и по стените на гробници на нецарски погребения от Първия преходен период насам. Най-важна от тези по-късни източници е гробницата на Сенусрет от Дванадесета династия в Ел-Лищ, която съдържа почти пълно копие на колекцията на Унас, плюс някои добавки. Копията, направени след Старото царство, общо взето повтарят текстовете на Унас.

## Подобни текстове
През Първия преходен период и през Средното царство „Текстовете от пирамидите“ са прередактирани и разширени чрез допълнителни заклинания, познати като „Текстовете от саркофазите“. В по-късни източници „Текстовете от пирамидите“ и „Текстовете от саркофазите“ често са разделени, което показва че са били считани за отделни. Въпреки че много пасажи от вторите въз основа на съдържанието и разликите в езика могат да бъдат определени като по-нови творения, то други пасажи са съставени със същия граматичен стил като „Текстовете от пирамидите“ и всъщност може и да са били части на едно цяло. Най-малко шест заклинания, които първоначално били определени от учените като текстове от саркофага, са намерени сред непълни текстове на Тети и наследниците му, докато други са идентични с по-стари „Текстове от пирамидите“.

## Предназначение
Заклинанията от „Текстове от пирамидите“ могат да бъдат групирани в няколко отделни групи по съдържание и местоположение в пирамидата. Гробниците на Унас и наследниците му от Шеста династия имат еднаква вътрешна архитектура: състоят се от погребална камера, на изток от нея има преддверие, а от северната стена на преддверието към северната страна на пирамидата води коридор. Йероглифите от „Текстове от пирамидите“ са разположени по стените на тези помещения по специфичен начин, свързан с тяхната функция, както и с тази на помещенията.
Северната стена на погребалната камера е посветена на Жертвения Ритуал, предназначен да снабдява починалия с необходимите му неща от живота; състои се предимно от кратки заклинания, всяко от по едно-две изречения, изговаряни към починалия докато даровете са поднасяни. Заклинанията на южната половина на погребалната камера са по-малко и по-дълги. Насочени към починалия и към боговете, те съставят Ритуала за Възраждане, предназначен да събуди духа на царя от саркофага и да го издигне до нов живот редом с боговете. Започва с думите „Не си си отишъл мъртъв: отишъл си си жив“ и завършва с обещанието „твоето име ще продължава да живее сред хората точно както твоето име ще бъде и с боговете“.
В пирамидата на Унас тези два ритуала заемат по-голямата част от стените на погребалната камера, с изключение на източния фронтон над саркофага. Тази стена е посветена на третата група заклинания, предназначени да предпазват саркофага и съдържанието му от опасността от змии и други вредни същества. В по-късни пирамиди стената на запад от саркофага съдържа заклинания, насочени към богинята на небето Нут. Стените на преддверието и на коридора са изписани с четири групи заклинания, предназначени да помагат на мъртвия да извърви пътя от нощта в гробницата до деня на нов живот извън нея. Първоначално написани в първо лице, тези заклинания имали за цел да бъдат изреждани от духа по време на нощното му пътуване и били „персонализирани“ за всяка гробница, чрез заместване на името на мъртвия с първо лице.
По своето съдържание и аранжировка „Текстове от пирамидите“ отразяват задгробния живот по подобие на нощното пътуване на слънцето през отвъдното (Дуат) към съмване (прераждане). Както слънцето получава силата за нов живот като се слива с тялото на Озирис в дълбините на Дуат, по същия начин духът на мъртвия получава същата сила, като всяка нощ се обединява с Озирис. Това „слънчево“ схващане за ежедневното прераждане съставлява основната идея за задгробния живот в древноегипетската история. Но „Текстове от пирамидите“ съдържат също и доказателства за по-ранно, „звездно“ схващане, в което духът на мъртвия се превръща в една от „вечните звезди“ на северното небе. Може би поради тази причина коридорът, водещ навън от гробницата, излиза на северната стена на пирамидата, а не на източната (посоката на изгрева).

## Датиране
По граматическите си белези композицията на по-голямата част от „Текстове от пирамидите“ може да бъде датирана не по-късно от средата на Пета династия. Специфичната подземна архитектура, свързана с тях, за първи път се наблюдава в гробницата на фараон Шепсескаф (края на четвърта династия), въпреки че неговият предшественик Менкаура я е загатнал още преди него; тази асоциация предполага дата на съставяне на текстовете, не по-ранна от управлението на Меренкауре, въпреки че някои от „звездните“ пасажи може да са и по-стари.
Разпространението на „Текстове от пирамидите“ след Старото царство към по-обикновени погребения дълго време е определяно от египтолозите като „демократизиране на отвъдното“. Гробниците на обикновени хора от Старото царство обаче изобразяват погребални ритуали, аналогични на тези от „Текстовете на Пирамидите“; те също съдържат списъци с дарове, идентични по съдържание и подреждане с Жертвения ритуал от „Текстовете на Пирамидите“ – и двете навеждат на мисълта, че „Текстовете на Пирамидите“ вече са били рецитирани по време на погребения на обикновени хора от периода на Старото царство.